# Cryptolectica ensiformis
Cryptolectica ensiformis là một loài bướm đêm thuộc họ Gracillariidae. Loài này có ở Trung Quốc (Hải Nam), Ấn Độ, Indonesia (Sulawesi), Nhật Bản (Tusima, quần đảo Ryukyu, Honshū, Kyūshū, Shikoku) và Thái Lan.
Sải cánh dài 9.2–11 mm.
Ấu trùng ăn Quercus acuta và Quercus sessilifolia. Chúng có thể ăn lá nơi chúng làm tổ.